# Сталин: Сокрушитель народов

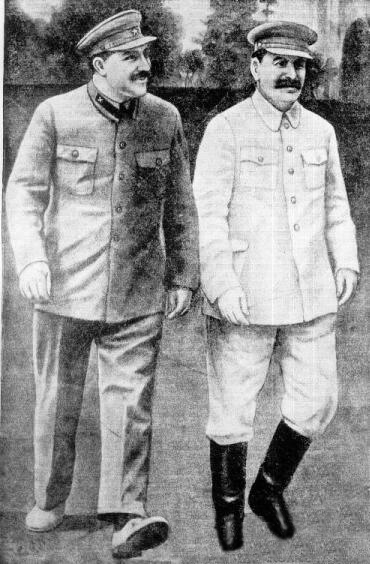
Сталин с Кагановичем во время Голодомора

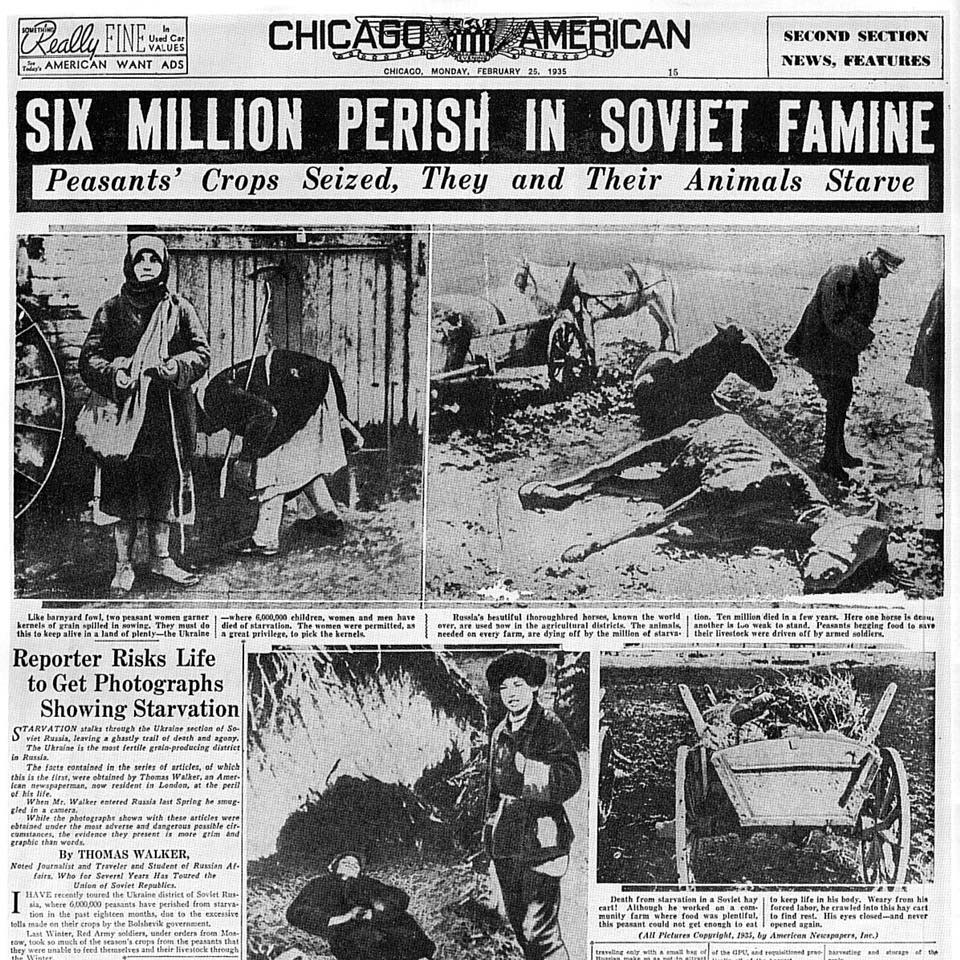
Газета с сообщением о голоде на Украине

«Сталин: Сокрушитель народов» — биография Иосифа Сталина, написанная писателем и историком Робертом Конквестом. Была опубликована в 1991 году издательствами Weidenfeld and Nicolson и Penguin Books.

## Синопсис
Как личная, так и политическая биография, «Сталин: Сокрушитель народов» прослеживает путь жизни Сталина с детства и юности в Гори, время, которое он провёл в семинарии в Тифлисе, и до самой смерти. Хотя книга содержит много личной информации о Сталине, Конквест сосредоточен в основном на политических аспектах карьеры Сталина: его политическом образовании при Ленине как безжалостном революционере, лидере и коммунистическом мыслителе; на ужасах советской сельскохозяйственной коллективизации; массовом кровопролитии во время Большого террора ; нацистско-советском пакте и нацистско-советской войне; и, наконец, антисемитской кампании, непосредственно предшествовавшая его смерти. Книга завершается главой, в которой резюмируется наследие Сталина по состоянию на 1991 год. Сталин, рассматриваемый через призму гласности, является постоянной темой в этой работе, как и в предыдущей книге автора 1990 года «Большой террор: переоценка».
Конквест фокусируется на трёх основных причинах, по которым Сталин смог захватить и удержать власть с помощью множества постоянно меняющихся коалиций новых большевиков. Во-первых, он мастерски искажал марксистскую и ленинскую теорию, чтобы подогнать её под свои цели и победить старых большевиков или повлиять на них. Во-вторых, его противники неверно оценили степень поддержки, которой Сталин смог заручиться среди новых большевиков, не имевших ранее отношений с Лениным и его последователями. Наконец, Сталин был привержен идее нескончаемой борьбы; он мог буквально истощить и в конечном итоге убить своих противников, которые не процветали в постоянных конфликтах. Цитируют слова Сталина: «Смерть решает все проблемы, нет человека — нет проблемы». Разрушение было главным оружием Сталина в борьбе; против своих личных противников и против людей, которыми он правил. Дж. Арч Гетти пишет в «Slavic Review : «В книге „Сталин: Сокрушитель народов“ мы нахиодим несколько довольно интересных аллюзий на окружающие и социальные факторы в советской истории. Конквест прав, когда указывает на неспособность полуобразованных, категорично настроенных большевистских политиков постигать социальную действительность. Их узкая вера в особый вид науки девятнадцатого века мешала им различать факты и фантазии».
Книга относительно коротка для такого масштабного предмета, как жизнь Сталина, но в конечном итоге автору удаётся обобщить жизнь Сталина, те ужасы, которые он причинил советскому народу, и средства, с помощью которых он захватил и смог удержать власть.

## Об авторе
Роберт Конквест был хорошо известным и уважаемым историком Советского Союза, особенно сталинского периода. Он был старшим научным сотрудником Института Гувера в течение 28 лет и получил Президентскую медаль свободы в 2005 году.
Рассказывая об авторе и этой работе, известный советолог Ричард Пайпс пишет: «Мистеру Конквесту нет равных в знании советской истории 1930-х годов. Он имеет верховную власть над источниками, включая те, которые в настоящее время высвобождаются из советских архивов. Кратко рассказываются византийские интриги, посредством которых Сталин, превратив страну в свое частное владение, подвергал Советский Союз столь же жестоким, сколь и бессмысленным экспериментам…»

## Приём
Рассказывая о том, что делает книгу «Сталин: Сокрушитель народов» уникальной среди огромного количества биографий Сталина, Дж. Арч Гетти  пишет:
Тем не менее, несмотря на бесконечный поток биографий Сталина, «Сталин: Сокрушитель народов» занимает важную нишу. До сих пор у нас не было серьёзной, читабельной обработки, ориентированной на массовую аудиторию. Предыдущие попытки создать такое для неспециализированной аудитории потерпели неудачу либо потому, что они были слишком длинными и утомительными, либо потому, что отказ от научного аппарата привёл к полувымышленным историям, основанным больше на воображении, чем на фактах. Роберту Конквесту удалось избежать этих ловушек и написать легко читаемую и удобную книгу, доступную как для учёных-нерусистов, так и для широкой публики.
Историк Дж. Арч Гетти опубликовал рецензию на книгу в Slavic Review. Заявив, что книга «заполняет важную нишу. До сих пор у нас не было серьёзной, удобочитаемой трактовки, предназначенной для массовой аудитории», и что она «демонстрирует своего рода интерпретационное отличие от некоторых более ранних работ автора. Хотя Конквест ни в коем случае не стал мягче относиться к коммунизму, в книге мало повторяющихся манихейских характеристик коммунизма как зла, которые в его более ранних книгах использовались почти как средство объяснения». Он также хвалит стиль письма Конквеста как ловкий и отточенный.
В то же время он критикует Конквеста, поскольку факты утверждают, что всё ещё существуют серьёзные академические разногласия, такие как объявление голода 1932 года преднамеренным геноцидом, а смерть Сергея Кирова — запланированным убийством. В частности, использование Конквестом мемуаров Бориса Бажанова расценивается рецензентом как «очень полезное, но не всегда достоверное», «заставляет задуматься, можем ли мы выбирать воспоминания, которые нам нравятся (или слухи, которые чаще всего повторяются), и отбрасывать неудобные». Гетти указывает, что в мемуарах Александра Орлова сообщается о неизбежном военном перевороте в отношении Сталина в 1937 году, что, как и утверждение Бажанова о том, что Сталин убил Кирова, взяты из вторых рук. Гетти называет выбор формулировок Конквестом в определённых областях «неосторожным», как предположение, что "антипатия Сталина к полякам могла быть результатом «их неспособности дать ему победить их во Львове в 1920 году» или обвинение американских политиков, поддерживающих Рузвельта, в проявлении «избирательного ханжества… даже более отвратительного, чем их политическая глупость». Но в конечном итоге Гетти заявляет, что «даже со своими недостатками эта книга является лучшей краткой популярной биографией Сталина».

Роберт Легвольд  пишет в журнале Foreign Policy ,
Изящная, выразительная и компактная биография, написанная давним учеником этого человека и его героических, печальных, а зачастую и ужасных времен. Ни в объяснении Сталина, ни в исследовании «изма», который он породил, книга не открывает принципиально новой почвы. Но она включает в себя новый материал последних лет и представляет собой наиболее читабельный и доступный портрет человека, который всё ещё бродит по своей истерзанной земле.
Академические журналы
- D’Agostino, A. (1995). Stalin Old and New. The Russian Review, 54(3), 447—451.
- Getty, J. (1993). Review: Stalin: Breaker of Nations Slavic Review, 52(4), 914—915.
- Legvold, R. (1992). Reviewed Work: Stalin: Breaker of Nations by Robert Conquest Foreign Affairs, 71(2), 205—205.

Популярные СМИ
- Pipes, Richard (10 ноября 1991). Book Review: Stalin Breaker of Nations. The New York Times.
- Simms, Gayle (8 марта 1998). Review: Stalin Breaker of Nations. The Philadelphia Inquirer. p. 194.
- Trully, Pat (24 ноября 1991). Book Review: Stalin Breaker of Nations. Fort Worth Star Telegram. p. 72.
- Walker, Martin (24 ноября 1991). Genghis Khan With A Telegraph. Washington Post.

## Комментарии
1. ↑  Some of Richard Pipe's notable works on Russia are: The Russian Revolution (1990), Russia Under the Bolshevik Regime: 1919–1924 (1993), and A Concise History of the Russian Revolution(1995).
2. ↑  Some of J. Arch Getty's notable works on Russia are: Stalinist Terror: New Perspectives (1993), Origins of the Great Purges: The Soviet Communist Party Reconsidered, 1933-1938 (1996), The Road to Terror: Stalin and the Self-Destruction of the Bolsheviks, 1932-1939(1999), and Practicing Stalinism: Bolsheviks, Boyars, and the Persistence of Tradition (2013).
3. ↑  Some of Robert Legvold's notable works on Russia are: Return to Cold War (2016), Russian Foreign Policy in the Twenty-First Century and the Shadow of the Past (2007), and Thinking Strategically: The Major Powers, Kazakhstan, and the Central Asian Nexus (2003).